# 萨拉帕鲁塔
萨拉帕鲁塔（義大利語：Salaparuta），是意大利特拉帕尼省的一个市镇。总面积41.68平方公里，人口1748人，人口密度41.9人/平方公里（2009年）。ISTAT代码为081017。